# William Morris
|  | For bilfabrikanten, se William Morris, 1st Viscount Nuffield |
 Denne artikel bør gennemlæses af en person med fagkendskab for at sikre den faglige korrekthed.

William Morris (født 24. marts 1834; død 3. oktober 1896) var en engelsk kunstner, forfatter, socialist og aktivist. Han var en af grundlæggerne af den britiske formgivningsbevægelse Arts and Crafts. Han er kendt som formgiver af tapeter og stoffer, lyriker, forfatter af fiktion og en foregangsmand inden for den engelske socialistbevægelse.
Familien var velstående, og han gik i skole på Marlborough College, som han forlod i 1851 efter et studenteroprør. Han begyndte på  Exeter Collage for at komme på Oxford Universitet. Han var påvirket af kunstkritikeren og kunstteoretikeren John Ruskin der og mødte Dante Gabriel Rossetti, Edward Burne-Jones, Ford Madox Brown og Philip Webb, som skulle blive hans livslange venner og samarbejdspartnere. Han mødte også sin fremtidige hustru, Jane Burden. Med sin blege hud, slanke krop og lange, bølgende hår blev hun af Morris og hans venner legemliggørelsen af kvindelig skønhed og sad model for flere prærafaelittiske malere. Hendes sociale baggrund var anderledes end malernes, men hun udviklede sig og blev deres lige.
Hans venner dannede kunstnerbevægelsen Det prærafaelittiske broderskab, der søgte tilbage i tiden, specielt til middelalderen, hvor der ikke fandtes simple industriprodukter. Inden for dekoration, interiør, møbler og arkitektur foretrak de ”det ægte”: en dygtig håndværkstradition som skulle hæves til kunst. Morris ønskede, at kunst skulle inden for rækkevidde af den voksende middelklasse i det victorianske England. Der skulle heller ikke eksistere nogen form for hierarki mellem kunstformerne.
Han fik to døtre med Jane Burden, Jane (kaldet Jenny) og Mary (May). May fulgte i sin fars fodspor som kunstvæver.

## Forretningskarriere
Morris forlod Oxford for at arbejde i et arkitektfirma, men tegnede oftere dekorationskunst. Han og Philip Webb byggede et hus ved Bexleyheath i Kent, en bryllupsgave til Jane.  Det var i det praktiske arbejde med at indrette dette rødstenshus ”Red House” hans tanker om formgivning blev dannet. Til ære for Morris blev en buste afsløret i byens centrum i 1996. Han byggede også ”Standen House” i Sussex sammen med Webb.
I 1861 grundlagde han firmaet ”Morris, Marshall, Faulkner & Co.” sammen med Dante Gabriel Rossetti, Edward Burne-Jones, Ford Madox Brown og Philip Webb. Resten af livet arbejdede han i sit eget firma, Morris and Company. Selskabet opmuntrede til genopvækkelse af glasmaleri, håndtrykte tapeter og boghåndværk, og han malede kong Arthurs dronning. Morris genskabte på egen hånd kunsten at væve billedtæpper i England. Hans design og formgivning sælges fortsat med licens fra London.

## Digtning
Mens Morris gik på universitet, begyndte han at skrive poesi og udgive et magasin med sine venner. Hans første selvstændige værk var Gueneveres forsvar (The Defence of Guenevere), 1858. Det blev køligt modtaget, og han mistede modet til at udgive flere digte. The Haystack in the Floods er et dystert, realistisk digt fra en regnfuld landsby.
Da han igen begyndte at skrive poesi, udkom The Earthly Paradise en stor samling digte løseligt bundet sammen med et tema om en gruppe vandrere fra middelalderen, som søger et land med evigt liv og efter mange skuffelser opdager en overlevende gruppe grækere, som de udveksler fortællinger med. Denne samling gjorde ham både berømt og populær.
De sidste fortællinger i samlingen er genfortællinger af islandske sagaer; frem til Morris' socialistiske periode var han fascineret af fortællinger om  germanske og norrøne folkeslag. Han og hans islandske ven Eirik Magnusson var blandt de første, som oversatte sagaerne til engelsk, og hans episke genfortælling af Sigurd Fafnersbane var hans eget yndlingsdigt.
Da Alfred Tennyson døde i 1892, blev Morris foreslået som hans efterfølger som Poet laureate, men han afslog.

## Arkitektur
Morris' interesse for arkitektur blev aldrig svækket. I 1877 grundlagde han en forening for bevarelsen af gamle bygninger, og hans bevaringsarbejde resulterede i National Trust, "Den nationale stiftelse for steder til bevaring af historisk eller naturhistorisk interesse", en organisation som arbejder for at bevare uberørte naturområder og historiske bygninger i Storbritannien. Kombineret med inspiration fra John Ruskin, specielt i bogen The Stones of Venice spillede arkitektur en vigtig symbolsk rolle i Morris' tilnærmelser til socialismen.

## Socialisme
William Morris var sammen med datteren May Morris blandt de første socialister i England og arbejdede med Eleanor Marx og Friedrich Engels på at skabe en socialistisk bevægelse i England. I 1883 blev han medlem af Social Democratic Federation, og i 1884 organiserede han udbrydergruppen Socialist League. Morris befandt sig godt som mægler mellem de marxistiske og anarkistiske fraktioner af socialistbevægelsen, men skænderier mellem de to grupper kom til at splitte bevægelsen. Denne side af Morris’ arbejde er indgående skildret af E.P. Thompson (i kapitlet "Romantic to Revolutionary") i hans biografi om Morris. Det var omkring 1890 Morris skrev sit mest kendte prosaværk, A Dream of John Ball og det utopiske News from Nowhere.
Morris og Rossetti lejede et sommerhus, ”Kelmscott Manor Arkiveret 15. april 2007 hos  Wayback Machine” ved Kelmscott i Oxfordshire, og det blev snart der, hvor Rossetti og Jane Morris mødtes hemmeligt. Morris' ægteskab var kun lykkeligt i ti år, men en skilsmisse var umulig. Efter at Morris forlod Socialist League, delte han sin tid mellem sit selskab og landstedet ved Kelmscott, hvor han skrev en serie romaner af fantasilitteratur, som senere blev en betydelig indflydelse på J.R.R. Tolkien og C.S. Lewis.
Morris døde i 1896 og blev begravet på kirkegården i Kelmscott.

## Trykkeriet og forlaget Kelmscott Press
I januar 1891 grundlagde Morris selskabet Kelmscott Press i Hammersmith i London for at vise eksempler på bedre tryk- og bogdesign. Bøgerne blev formgivet efter de metoder og teknikker han brugte, traditionelle metoder for trykning og håndværkslag på linje med Arts and Crafts-bevægelsen og som svar på udbredelsen af litografi, specielt de litografiske tryk, som skulle ligne træsnit.
Han formgav klare skrifttyper som hans romanske "gyldne" skrift, som var inspireret af den gamle  bogtrykker Nicolas Jenson, og han tegnede randmønstre efter inspiration fra middelalderens tidebøger med miniaturer og de første trykte bøger fra 1400-tallet, inkunabler og deres træsnit. Samspillet mellem sværte, papir, typer og dekoration på bogsiden gjorde Kelmscott Press til det mest berømte af alle private trykkerier i Arts and Crafts-bevægelsen. Der blev til 1898 udgivet 53 titler. De inspirerede andre private trykkerier som Doves Press. Kelmscott Press' udgave af The Works of Geoffrey Chaucer illustreret af Edward Burne-Jones hører til de smukkeste bøger. En faksimileudgave  blev udgivet i 2002 af The Folio Society.

## Eftermæle
Forskellige William Morris-foreninger, ”Morris Societies”, er aktive i Storbritannien, USA og Canada for at fremme Morris’ værk og tanker. Hans indflydelsen lever videre i moderne interiør og arkitektur. Firmaer som Harvest House og Stickley Furniture sælger fortsat genstande præget af Arts and Crafts-bevægelsen. Et gymnasium i London bærer hans navnet.

## Litterære værker
- The Defence of Guenevere, and other Poems (1858)
- The Life and Death of Jason (1867)
- The Earthly Paradise (1868–1870)
- Love is Enough, or The Freeing of Pharamond: A Morality (1872)
- The Story of Sigurd the Volsung and the Fall of the Nibelungs (1877)
- Hopes and Fears For Art (1882)
- A Dream of John Ball (1888)
- The House of the Wolfings (1889)
- The Roots of the Mountains (1890)
- News from Nowhere (1891)
- The Story of the Glittering Plain (1891)
- The Wood Beyond the World (1894)
- Child Christopher and Goldilind the Fair (1895)
- The Well at the World's End (1896)
- The Water of the Wondrous Isles (1897)
- The Sundering Flood (1898)

### Diverse
- Morris oversatte mange værker fra antikken og middelalderen, blandt andet islandske sagaer, Æneiden (eller Aineiden) af Vergil, og Odysseen af Homer.
- The Wood Beyond the World bliver regnet som en vigtig inspiration for C.S. Lewis' Narnia, mens J.R.R. Tolkien blev inspireret af Morris rekonstruktioner af tidlig germansk liv i The House of the Wolfings og The Roots of the Mountains.
- Redaktør og kender af fantasilitteratur Lin Carter giver William Morris æren for at have skabt den litterære genre "fantasy", fantasilitteratur, med The Well at the World's End og andre romaner. De handler ikke om denne verden, de foregår hverken i fortid eller fremtid, og heller ikke på en anden planet.

## Galleri
| - Tapet og keramik - Acanthus tapet, 1875 - Grafton tapet, 1883 - Til panel med keramikfliser, design Morris, fremstillet af William De Morgan, 1876 |

| - Tekstiler - Snakeshead, 1876 - Kennet, 1883 - Design for Windrush, 1881-83 |

| - Billedtæpper - Tæpper - Paneler - Detalje af Woodpecker gobelin, 1885 - Detalje af design for Bullerswood, tæppe, 1889 - Acanthus, broderet panel, design Morris, 1890 |

| - Glasmosaik - Glasmosaik fra Trinity Church, Boston, designed af Edward Burne-Jones og udført af William Morris (1882). - Detalje, Trinity Church, Boston - Detalje, Trinity Church, Boston |